# Franciszek Skarbek-Malczewski
Franciszek Skarbek-Malczewski herbu Abdank (ur. 4 października 1754 w Chwalęcinie, zm. 18 kwietnia 1819 w Warszawie) – polski duchowny rzymskokatolicki, biskup diecezjalny kujawsko-pomorski w latach 1816–1818, arcybiskup metropolita warszawski i prymas Królestwa Polskiego w 1819. Kawaler Orderu św. Stanisława.

## Życiorys
W Rzymie odbył studia teologiczne i w 1783 przyjął święcenia kapłańskie. Był współpracownikiem arcybiskupa Michała Jerzego Poniatowskiego. Pracował jako proboszcz w Mokronosie i Pobiedziskach. W 1780 został kanonikiem gnieźnieńskim, w 1790 – wileńskim. W latach 1801–1805 pełnił funkcję wikariusza kapitulnego archidiecezji gnieźnieńskiej. Od 1806 do 1809 był administratorem apostolskim w diecezji poznańskiej.
W 1806 został mianowany przez rząd pruski, a w 1808 przez księcia warszawskiego Fryderyka Augusta biskupem kujawsko-pomorskim. Prekonizowany 4 września 1815, sakrę biskupią przyjął 5 listopada 1815 w Warszawie. 
21 listopada 1815 wygłosił w Warszawie przemówienie na cześć cara Aleksandra I, stojąc jako najstarszy na czele reprezentacji biskupów Królestwa Polskiego, przybyłych przed oblicze cara wraz z wysłannikami wszystkich kapituł katedralnych oraz duchowieństwa. Rządy w diecezji objął 1 czerwca 1816. W 1818 był delegatem apostolskim, któremu powierzono zorganizowanie nowego podziału administracyjnego Kościoła w Królestwie Polskim. Przez cara Rosji Aleksandra I został wyznaczony na pierwszego metropolitę warszawskiego (decyzję cara 2 października 1818 zatwierdziła Stolica Apostolska). Rządy w archidiecezji objął 1 stycznia 1819. Otrzymał dla siebie i swoich następców przywilej purpurowych szat biskupich oraz tytuł prymasa Królestwa Polskiego. W marcu 1819 ciężko zachorował.
17 kwietnia 1819 chorego prymasa nakłoniono do podpisania dekretu kasacyjnego (supresyjnego). W dekrecie do likwidacji przeznaczono 25 domów męskich i cztery żeńskie, zaś w trzech żeńskich zarządzono redukcję liczby zakonnic. Dekret był tak sformułowany, że dawał możliwość dokonywania w przyszłości dalszych kasat. Wykonaniem postanowień dekretu i administrowaniem pozyskanymi funduszami miała się zająć Deputacja Spraw Zniesionych Instytutów Duchownych. Likwidacji uległy w większości domy dobrze uposażone, mające znaczny majątek. Ostatecznie do supresji (kasacji) przeznaczono cztery domy kanoników laterańskich – w Lubrańcu, Mstowie, Warszawie i opactwo w Czerwińsku (najlepiej uposażone w diecezji płockiej).
Malczewski zmarł 18 kwietnia 1819. Został pochowany na cmentarzu Powązkowskim.
W XVIII wieku był członkiem loży wolnomularskiej Świątynia Izis.